# Trinity Palmetto Point

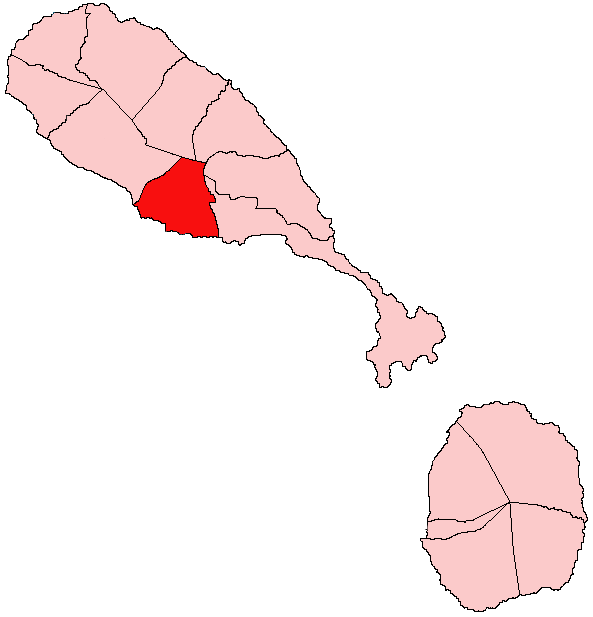

Trinity Palmetto Point – parafia w południowej części wyspy Saint Kitts należącej do Saint Kitts i Nevis. Jej stolicą jest Boyd's. Powierzchnia parafii wynosi 15,4 km², liczy ona 1692 mieszkańców (2001).